# Громов Євген Володимирович
Євген Володимирович Громов (нар. 2 січня 1973) — український піаніст, лауреат премій ім. Л. Ревуцького (1998), «СтАРТ» (2003).

## З життєпису
Народився у смт Вовковинці на Хмельниччині. Музиці почав навчатися у сім років під керівництвом О. Склярової в музичній школі міста Літин З 1987 по 1991 рр. навчався в КССМШ ім. Лисенка, з 1991-96 — в НМАУ ім. Чайковського.
У репертуарі піаніста переважає сучасна українська та закордонна музика. Виконавська діяльність Громова суміщається з просвітницькою — так, у 2002—2004 рр. разом з композитором Сергієм Пілютиковим він прочитав курс лекцій «Музика ХХ сторіччя» (Спілка композиторів України). 7 грудня 2005 року в Київській консерваторії провів виконавсько-аналітичний майстер-клас на тему «Контрольована алеаторика та принципи її виконавського втілення на прикладі Третьої сонати для фортепіано П'єра Булєза (Франція)». 27 лютого — 3 березня 2006 р. провів цикл творчих майстерень «Київський авангард 1960-х років» (школа Б. М. Лятошинського) в Національній музичній академії ім. П. І. Чайковського.
Євген Громов здійснив понад 70 світових та українських прем'єр. Співпрацював з багатьма українськими композиторами. Записав на компакт-диски фортепіанні твори Р. Ваґнера, Арнольда Шенберґа, Альбіна Берґа, Антона Веберна, Левка Ревуцького, Леоніда Грабовського, Володимира Загорцева, Віталія Годзяцького, Валентина Сильвестрова, Володимира Губи, Євгена Станковича, П. Соловкіна, С. Крутикова, Олександра Кнайфеля, П'єра Булеза (TNC Recording, США).
Із 1993 року виступав на фестивалях «Київ Мюзик Фест», «Музичні прим'єри сезону» «Форум музики молодих», "Kyiv Bouquet Stage" та ін. Концертує у Польщі, Білорусі, Італії, Швейцарії, Нідерландах, Франції.